# متباينة غرونفل
سميت متباينة غرونفل، في الرياضيات، باسم واضعها الرياضياتي توماس هاكن غرونفل (1877-1932)، سنة 1919، وتمكّن هذه المتبانية من إيجاد دالة مقرّبة، للامساواة اشتقاقية ما. توجد المتباينة في صيغتين: تكاملية، واشتقاقية.
تعتبر متباينة غرونفل آداة الحصول على عدة حلول مقرّبة لمعادلات اشتقاقية عادية. وبالخصوص، تستعمل المتباينة للبرهنة على وحدة الحل لمشكلة كوشي، عبر مبرهنة كوشي-ليبشيتز.

## الصيغة التكاملية
لو كانت، لكل {\displaystyle t_{0}\leq t\leq t_{1}}، {\displaystyle \phi (t)\geq 0} و{\displaystyle \psi (t)\geq 0} دالتين مستمرتين حيث:
{\displaystyle \phi (t)\leq K+L\int _{t_{0}}^{t}\psi (s)\phi (s)\,\mathrm {d} s}
لكل {\displaystyle t_{0}\leq t\leq t_{1}}، حيث {\displaystyle K} و{\displaystyle L} ثابتين موجبين فإن :
{\displaystyle \phi (t)\leq K\exp \left(L\int _{t_{0}}^{t}\psi (s)\,\mathrm {d} s\right)}
لكل {\displaystyle t_{0}\leq t\leq t_{1}}

## الصيغة الاشتقاقية
إذا كانت هذه العلاقة صحيحة:
{\displaystyle \phi (t)\leq K+L\int _{t_{0}}^{t}\psi (s)\phi (s)\,\mathrm {d} s}
فإن لدينا اللامساواة التالية:
{\displaystyle {\frac {\mathrm {d} \phi }{\mathrm {d} t}}(t)\leq L\psi (t)\phi (t).}
و هو ما يتيح لنا أن نستنتج أن
{\displaystyle \phi (t)\leq \phi (t_{0})\exp \left(L\int _{t_{0}}^{t}\psi (s)\,\mathrm {d} s\right)}
لكل {\displaystyle t_{0}\leq t\leq t_{1}.}